# Tecmo Cup Football Game
Tecmo Cup Football Game (ou Tecmo Cup Soccer Game aux États-Unis) est un jeu vidéo de football, publié par Tecmo en 1992 sur NES. Il s'agit d'une adaptation occidentalisée du titre Captain Tsubasa, inspiré du manga du même nom, sorti en 1988 au Japon sur Famicom.